# Płomykówka seramska
Płomykówka seramska (Tyto almae) – gatunek niedawno odkrytego ptaka z rodziny płomykówkowatych (Tytonidae). Jest endemiczny dla indonezyjskiej wyspy Seram. Jego status taksonomiczny jest sporny, Międzynarodowy Komitet Ornitologiczny (IOC) uznaje go za podgatunek płomykówki moluckiej (Tyto sororcula), zaś na liście ptaków świata opracowywanej przy współpracy BirdLife International z autorami Handbook of the Birds of the World płomywówki seramska i molucka traktowane są jako podgatunki płomykówki dużej (T. novaehollandiae).
Po raz pierwszy okaz tego gatunku został schwytany w lutym 2012 roku w sieć ornitologiczną w wilgotnym lesie, na wysokości 1350 m n.p.m. Jedyne obserwacje prowadzone były w Parku Narodowym Manusela, który zajmuje 10% powierzchni Seramu. Informacje ukazały się 25 marca 2013 w czasopiśmie „Zootaxa”. Prawdopodobnie Tyto almae nie jest zagrożona.
Dla jednej z zebranych samic wymiary są następujące: skrzydło 252 mm, ogon 116 mm, skok 63,85 mm, długość dzioba 37,75 mm, zaś jego szerokość 13,7 mm. Masa ciała wynosi 540 gramów. Szlara różowawocynamonowa, szara w okolicach oczu. Wierzch głowy, kark, grzbiet i pokrywy skrzydłowe ochrowopomarańczowe w czarno-białe wzory. Duże pokrywy II rzędu posiadają szarobrązowe paski. Spód ciała żółtoochrowy z białymi nasadami piór i małymi plamkami. Skok opierzony żółtoochrowo aż do nasady palców. Tęczówka brązowa, dziób o barwie rogu.